# Syndroom van Reye
Het syndroom van Reye is een zeer zeldzaam, maar potentieel dodelijk syndroom dat schade aan verscheidene organen kan veroorzaken, met name aan de hersenen en de lever. Het syndroom wordt in verband gebracht met inname van aspirine door kinderen en met virale infectieziekten, zoals waterpokken. Het is niet besmettelijk.
De ziekte komt vooral bij kinderen en adolescenten voor, maar er zijn ook gevallen bij volwassenen gerapporteerd.
Het syndroom ontstaat meestal wanneer iemand begint te herstellen van een virale ziekte. Het veroorzaakt een vette lever (of hepatische steatose) en ernstige encefalopathie, gepaard gaande met een zwelling van de hersenen. De lever kan zich vergroten en steviger worden. Ook het voorkomen van de nieren kan veranderen. Geelzucht komt doorgaans niet voor.
Epidemiologisch onderzoek heeft een verband gevonden tussen het ontstaan van het syndroom van Reye en het gebruik van aspirine (acetylsalicylzuur) voor de behandeling van virusinfecties. Studies hebben aangetoond dat 90 tot 95% van de patiënten met het syndroom van Reye vlak voor of tijdens een virale infectie aspirine heeft genomen. 
Aangezien vele ziekten gelijkaardige symptomen vertonen, is het voor medisch personeel dat geen ervaring heeft met het syndroom van Reye, vaak moeilijk om de juiste diagnose te stellen. De ziekte wordt vaak verkeerd gediagnosticeerd als encefalitis (hersenontsteking), meningitis (hersenvliesontsteking), diabetes, overdosis van drugs, vergiftiging, wiegendood of een psychische aandoening. Tijdige diagnose is van vitaal belang om ernstige hersenbeschadiging of zelfs de dood te voorkomen. De kans op herstel wordt vooral bepaald door de mate van hersenzwelling.